# Exorciste
Pour les articles homonymes, voir Exorciste (homonymie).

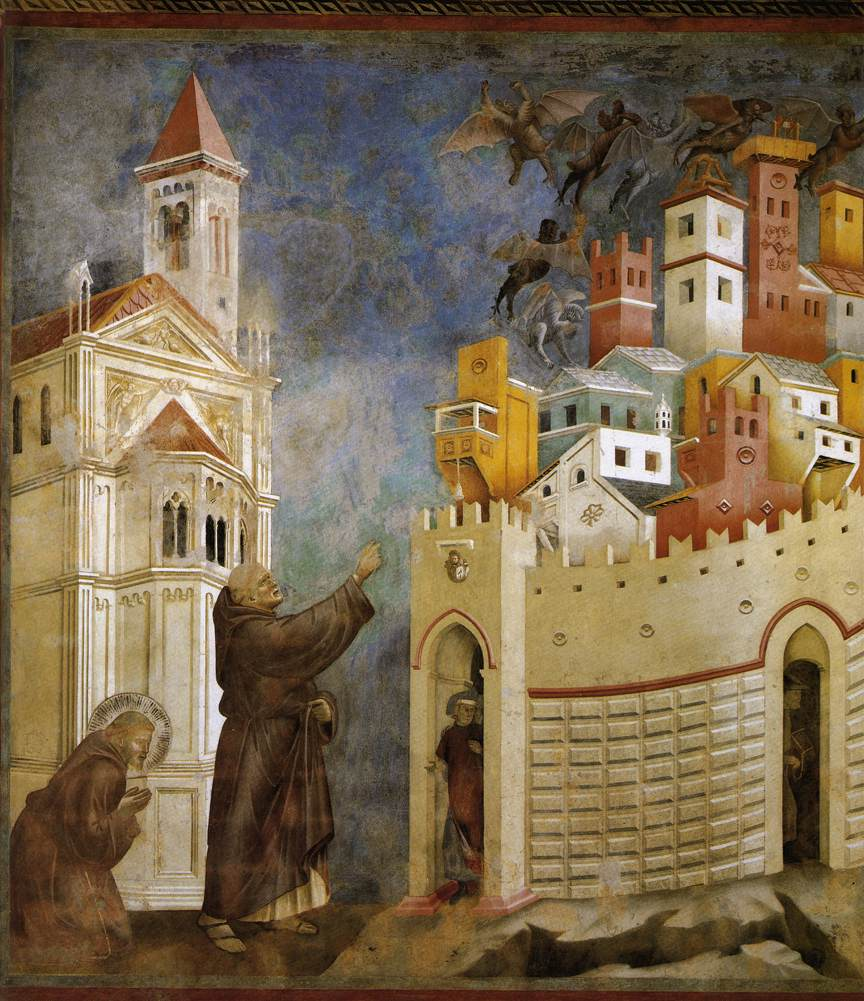
François d'Assise exorcisant les démons d'Arezzo (fresque de Giotto).

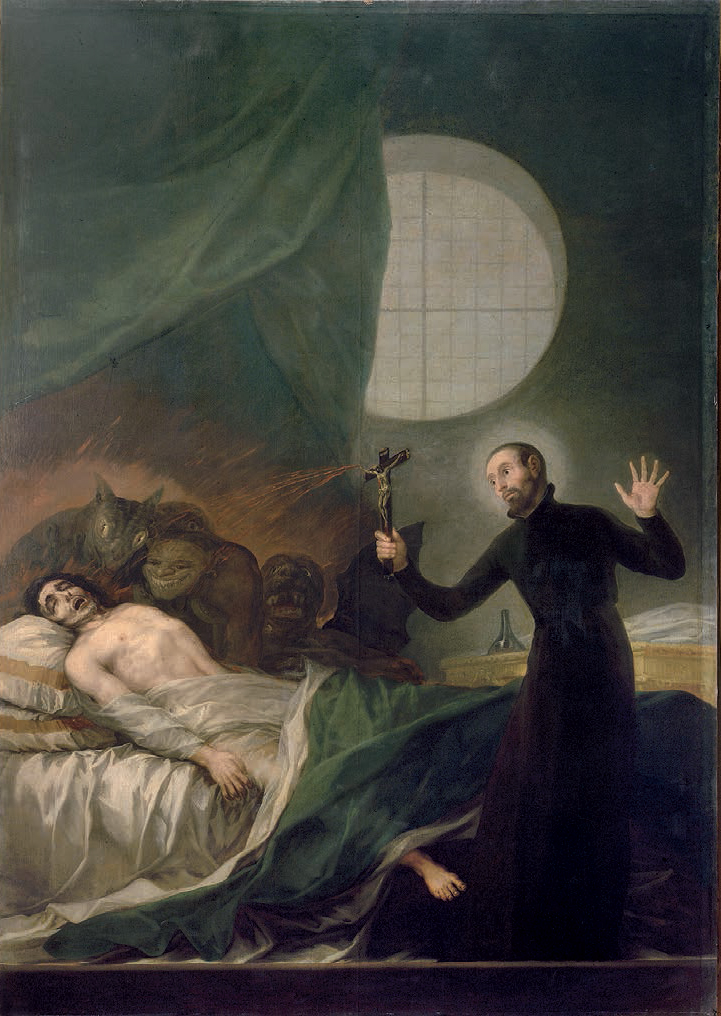
François Borgia exorcise un possédé avec un crucifix.

Un exorciste est une personne chargée de chasser des démons.
Dans la religion catholique, il s'agit d'un prêtre à qui un évêque a confié cette charge spécifique. Dans chaque diocèse un prêtre a normalement reçu cette mission.

## Le ministère d'exorciste dans le christianisme
Dans les Évangiles, Jésus-Christ chasse les démons (Mt 8,16) : « Il leur commandait avec autorité de sortir des personnes qu’ils possédaient. Et ils lui obéissaient » (Mc 1,27), « il les menaçait » (Mc 1,25), « il leur parlait sévèrement et ils sortaient » (Mt 17,18).
Le Christ donne aussi à ses douze Apôtres et à ses disciples le pouvoir de commander les démons en son nom. Dans Mc 3,14-15 : « Il en établit douze, pour les avoir avec lui, et pour les envoyer prêcher avec le pouvoir de chasser les démons ». Également dans Mt 10,1 : « Puis, ayant appelé ses douze disciples, il leur donna le pouvoir de chasser les esprits impurs, et de guérir toute maladie et toute infirmité ». Ce pouvoir est donné aussi aux soixante-douze disciples dont il est question dans Lc 10,17-20 : « Seigneur, même les démons nous sont soumis en ton nom ! ». Paul de Tarse, qui n'est ni un apôtre, ni l'un des disciples de Jésus, est le premier converti qui accomplit plusieurs exorcismes dans les Actes des Apôtres.

## L'ordre mineur de l'exorcistat
L'existence du ministère d'exorciste est attestée dans les communautés chrétiennes des premiers siècles par une lettre du pape Corneille, dont le pontificat s'étend de mars 251 à juin 253. Ce pape, en tant qu'évêque de Rome, dit compter dans son diocèse « quarante-six prêtres, sept diacres, sept sous-diacres, quarante-deux acolytes, cinquante-deux exorcistes, lecteurs et portiers »,.  
L'exorciste était un clerc et tout prêtre était exorciste. L'office d'exorciste a historiquement constitué le troisième degré des ordres mineurs qui ont disparu et ont été remplacés par des ministères depuis l'entrée en vigueur du motu proprio du pape Paul VI Ministeria quaedam le 15 août 1972,.

## L'exorciste diocésain
L'exorciste peut être l'évêque du lieu, en tant que successeur des Apôtres, ou un prêtre avec sa permission selon le canon 1172 du Code de droit canonique. Le plus souvent ce ministère est confié à un exorciste diocésain, « un prêtre pieux, éclairé, prudent et de vie intègre ». Le pape, en tant qu'évêque de Rome, peut prononcer des exorcismes.
Plus d'une centaine de prêtres exorcistes en France, un par diocèse ou plus, sont nommés pour faire face à une demande de plus en plus importante.

### Quelques exorcistes connus

#### France
- Joseph de Tonquédec s.j (1868-1962) exorciste du diocèse de Paris de 1924 à 1962.
- Mathieu Girard o.f.m (1900-1986) exorciste des diocèses de Dijon et Besançon jusque dans les années 1980[11].
- René Chenesseau (1924-2010) exorciste du diocèse de Pontoise cofondateur avec Gabriele Amorth en 1990 de l'Association internationale des exorcistes (AIE)[12].
- René Debourges (1920-2000), exorciste du diocèse de Bourges, curé de La Berthenoux dans le Berry de 1953 à 1990[13],[14].

#### Italie
- Gabriele Amorth s.s.p. (1925-2016) exorciste du diocèse de Rome.
- Candide Amantini c.p (1914-1992) exorciste de Rome, qui a notamment formé Gabriele Amorth.
- Carmine de Filippis (1954-) notamment rendu célèbre par le film Le Rite.

#### Suisse
- Georges Schindelholz (1929-2022) prêtre dans le diocèse de Bâle[15],[16]

#### Inde
- Rufus Pereira (en) (1933-2012) prêtre dans le diocèse de Bombay[17]

## Les exorcistes «parallèles»
Il existe aussi de nombreux exorcistes qui opèrent indépendamment des Églises constituées : thépareutes, médiums, kabbalistes ou encore chamans qui proposent leurs services.